# Bright Midnight: Live in America
Bright Midnight. Live in America is een compilatie van liveopnames van The Doors. Het bevat een selectie opnamen van concerten die gegeven werden in de Verenigde Staten aan het eind van de jaren zestig en het begin van de jaren zeventig.

## Tracklist
1. "Light My Fire" (Philadelphia) (11:26)
2. "Been Down So Long" (Detroit) (7:28)
3. "Back Door Man" (Pittsburgh) (2:24)
4. "Love Hides" (Pittsburgh) (2:23)
5. "Five to One" (Pittsburgh) (5:11)
6. "Touch Me" (Hollywood) (3:33)
7. "The Crystal Ship" (Hollywood) (2:58)
8. "Break On Through (To the Other Side)" (New York) (4:24)
9. "Bellowing" (Boston) (1:31)
10. "Roadhouse blues" (Boston) (5:22)
11. "Alabama Song (Whisky Bar)" (1:55)
12. "Love Me Two Times"/"Baby Please Don’t Go"/"St. James Infirmary" (Bakersfield Stage Recording) (8:51)
13. "The End" (Detroit) (16:16)

Alle nummers werden geschreven door The Doors.
Jim Morrison · Robby Krieger · Ray Manzarek · John Densmore